# Marco Werner
Marco Werner (født 27. april 1966 i Dortmund, Tyskland) er en professionel racerkører fra Tyskland. Blandt sine tyske fans går Werner ofte under kælenavnet ”Auto-Werner”, opkaldt efter autoværnet på racerbanen. 

## Tidlige karriere
Tidligt i sin karriere sluttede Werner på en andenplads i formel Opel i 1990 (bag Mika Häkkinen) samt fik en andenplads i 1991 i den tyske formel 3 serie (bag Pedro Lamy).
Da han forpassede chancen for at komme i Formel 1, skiftede Werner til sportsvognsracerløb og touring car-racerløb. Werner var fast kører i STW og Porsche Supercup i 1990’erne, men fik mere succes i 24-timers-løbet ved Daytona, som han vandt i 1995 i en Kremer-Porsche.

## Le Mans karriere
I 2001 blev han en del af Audi Sport Team Joest, hvor han blev en fast kører i den amerikanske Le Mans-serie. Werner vandt i 2005 Le Mans sammen med den danske racerkører Tom Kristensen. Derudover vandt Werner også på Le Mans i 2006 og 2007. Werner blev derved sammen med Frank Biela og Emanuele Pirro de første kørere nogensinde til at vinde Le Mans i en diesel-racer.

## Resultater ved 24 timers løbet ved Le Mans
| År   | Resultat | Hold                      | Bil         | Klasse |
| ---- | -------- | ------------------------- | ----------- | ------ |
| 2002 | 3        | Audi Sport Team Joest     | Audi R8     | LMP900 |
| 2003 | 4        | Audi Sport Japan Team Goh | Audi R8     | LMP900 |
| 2004 | 3        | ADT Champion Racing       | Audi R8     | LMP1   |
| 2005 | 1        | ADT Champion Racing       | Audi R8     | LMP1   |
| 2006 | 1        | Audi Sport Team Joest     | Audi R10    | LMP1   |
| 2007 | 1        | Audi Sport North America  | Audi R10    | LMP1   |
| 2008 | 6        | Audi Sport North America  | Audi R10    | LMP1   |
| 2009 | Udgået   | Audi Sport North America  | Audi R15    | LMP1   |
| 2010 | 9        | Highcroft Racing          | HPD ARX-01C | LMP2   |